# 雙點美鱥
雙點美鱥（學名：Nocomis biguttatus），為輻鰭魚綱鯉形目雅羅魚科的其中一種，分布於北美洲美國紐約州莫霍克河，向西經五大湖、密西西比河至加拿大曼尼托巴省及美國北達科他州紅河、向南至俄亥俄河、奧扎克河、肯塔基河、堪薩斯河、普拉特河和夏安河流域，本魚體呈紡錘形且粗壯，嘴角有不顯眼的觸鬚，沒有牙齒，體背部橄欖褐色，側面銀色，腹部白色，體側中央具1條深色縱紋，從吻部延伸至尾柄，魚鰭橘紅色，背鰭軟條8枚、臀鰭軟條7枚，體長可達26公分。繁殖中的成魚頭頂上有許多大的尖狀結節，胸鰭上有較小的結節，眼睛後面的上鰓蓋上有一個紅色或橙色的斑點。幼魚看起來與成魚相似，但有更明顯的側條紋和尾部斑點，尾鰭通常比成魚的更紅，棲息在岩石底質、水質清澈的溪流、水塘，屬肉食性，以水生昆蟲、甲殼類、蝸牛、橈足類、小魚等為食，繁殖期在春末夏初，雄魚會用礫石築巢，並會守護魚卵，雌魚會在數個巢產卵，可做為餌魚。